# James Brown (Fußballspieler, 1998)
James Dominic Brown (* 12. Januar 1998 in Dover) ist ein englisch-maltesischer Fußballspieler, der zuletzt beim FC St. Johnstone in der Scottish Premiership unter Vertrag stand.

## Karriere
James Brown wurde in Dover, im äußersten Südosten Englands geboren. Er begann seine Karriere in der Jugendmannschaft des FC Millwall in London und unterschrieb im April 2016 seinen ersten Profivertrag. Sein Profidebüt gab er im Oktober 2016 bei einem 2:1-Sieg in der EFL Trophy gegen den FC Gillingham. Nachdem er fast ein Jahr ohne Einsatz in der ersten Mannschaft geblieben war, wurde Brown im August 2017 auf Leihbasis an Carlisle United abgegeben. Der 19-Jährige spielte beim englischen Viertligisten zunächst für sechs Monate, bevor die Leihe bis zum Ende der Saison 2017/18 verlängert wurde. Dabei kam er in etwas mehr als der Hälfte der Spielzeit in der Startelf zum Einsatz und absolvierte 27 von 46 möglichen Ligaspielen. Ab August 2018 wechselte Brown für eine sechsmonatige Leihe zum schottischen Erstligaaufsteiger aus Livingston. Dabei kam er nur einmal in einer Ligapartie des 1. Spieltages gegen Celtic Glasgow zum Einsatz, als er bei der 1:3-Niederlage in der Startelf stand. Direkt nach der Station in Schottland wurde Brown an Lincoln City weiterverliehen. Im Januar 2020 kam Brown erstmals nach drei Jahren zu einem Einsatz für Millwall, als er im FA Cup gegen den AFC Newport County spielte. Nach einem weiteren Einsatz gegen Sheffield United in diesem Wettbewerb, war Brown gegen Huddersfield Town erstmals in einem Ligaspiel für seinen Jugendklub aktiv. Er war zu dieser Mannschaftskapitän in der U-23-Mannschaft von Trainer Kevin Nugent und verlängerte nach den Pokalspielen seinen Vertrag bis 2021. Ab Januar 2021 wechselte Brown nach einem Rückruf von seinem Millwall-Teamkollegen Danny McNamara auf Leihbasis bis zum Ende der Saison 2020/21 zum schottischen FC St. Johnstone. Brown feierte mit den „Saints“ während seiner kurzen Leihzeit den Gewinn des schottischen Pokals, als auch den des Ligapokals. Im Pokalfinale wurde er eingewechselt, im Ligapokal saß er auf der Ersatzbank. In der Scottish Premiership kam Brown auf fünf Spiele. Im Anschluss an die Leihe wurde Brown fest verpflichtet, nachdem sein Vertrag in Millwall ausgelaufen war. Im Februar 2024 wurde Brown bis zum Ende der Saison 2023/24 an den schottischen Zweitligisten Raith Rovers verliehen.
Brown, desser Großvater maltesischer Abstammung ist, wurde im September 2021 erstmals in die Nationalmannschaft Maltas berufen, zuvor hatte er die Staatsbürgerschaft beantragt. Zu seinem Länderspieldebüt kam er schließlich im Juni 2022 in einem Freundschaftsspiel gegen Venezuela.